# Bockholte
Bockholte is een plaats in de Duitse gemeente Werlte, deelstaat Nedersaksen, en telt 800 inwoners (2007). Het ligt direct ten oosten van het stadje Werlte, ten noorden van het natuurreservaat Bockholter Dose. Meer oostelijk ligt Vrees.

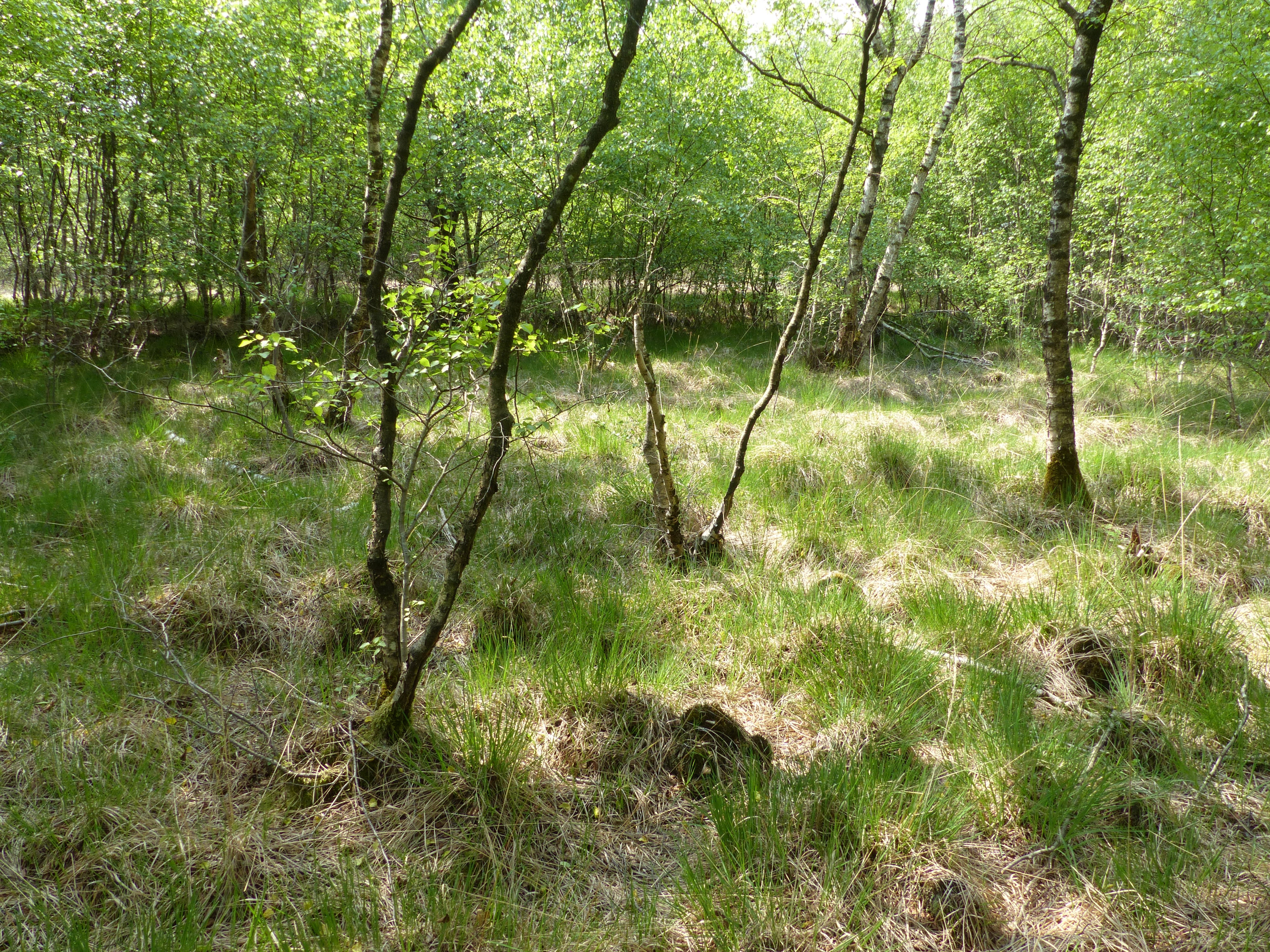
Moerasberkenbosje in natuurgebied Bockholter Dose

Het dorp werd aan het eind van de 19e eeuw door twee rampen getroffen: in 1889 een brand, die bijna alle huizen en boerderijen verwoestte, en in 1895 een difterie-epidemie, die 14 kinderen uit het dorp het leven kostte.
Voor meer informatie zie: Werlte.